# Schlager

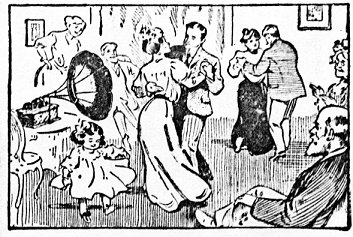
El fonógrafo usado en un baile; aviso publicitario de 1907

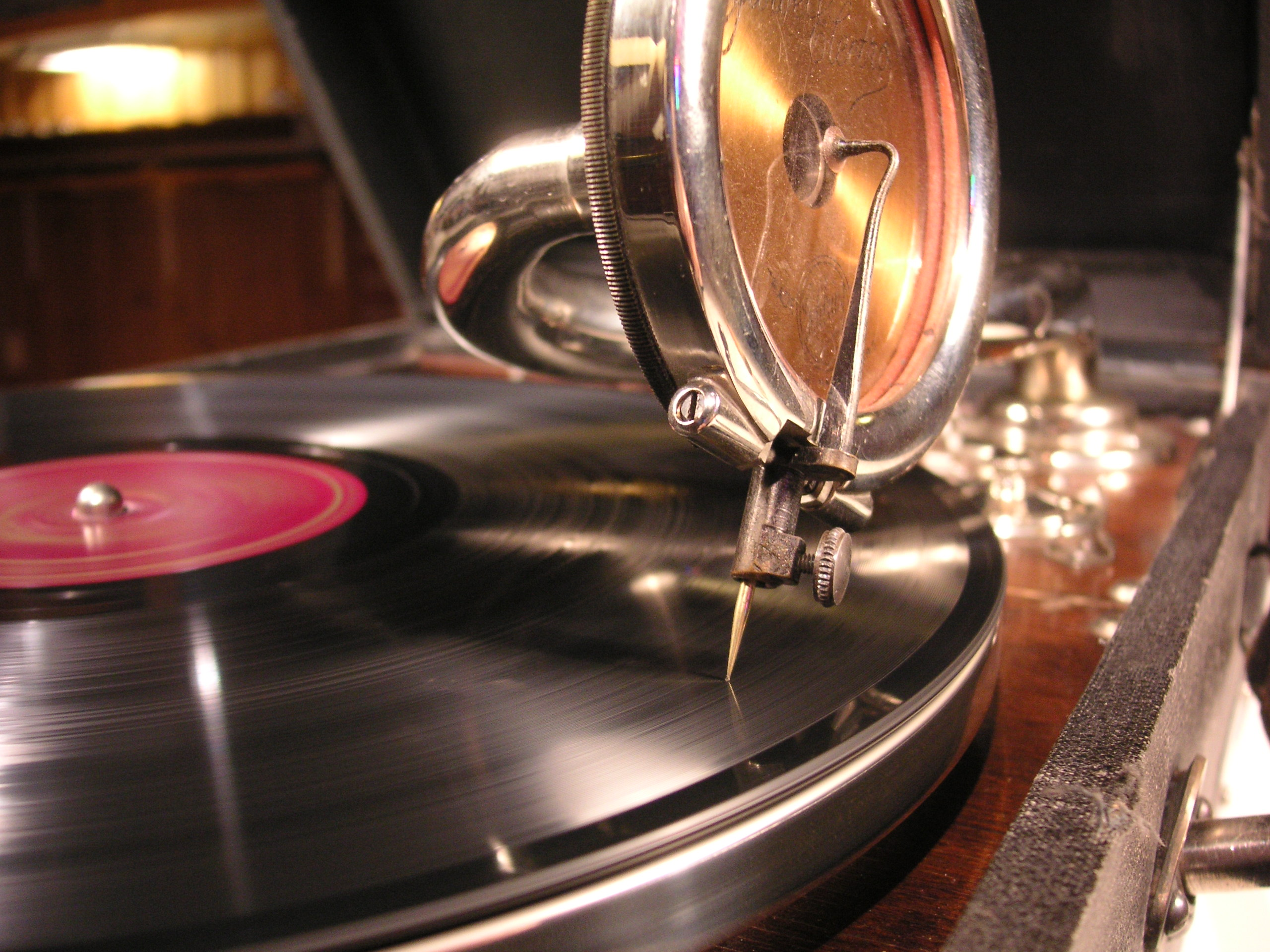
El gramófono permitió más tarde escuchar Schlager en casa

El Schlager (de la palabra alemana "Schlag" de igual significado que la inglesa "hit", en español: «golpe (de éxito)») es un tipo de pieza musical, por lo general ligera y pegadiza, consistente en una canción cuyo texto suele ser poco exigente, con acompañamiento instrumental de música pop. Mayoritariamente, los textos de Schlager están en idioma alemán y muchas veces tratan de temas sentimentales. Tuvo su origen en las melodías de la opereta y desde los años 1920, con la influencia de los ritmos y armonías del jazz se  hizo notar como género aparte en el contexto de la música pop.
A partir de los años 1950 el Schlager se describe como "un concepto de la nueva música popular difícil de definir", y también como "forma abreviada para referirse a música de baile y popular ligera. Se trata, por lo general, de una pieza musical comercialmente exitosa. Sus características serían las "estructuras musicales extremadamente simples y textos triviales que apelan al deseo de felicidad y armonía de los oyentes". En este contexto, "las fronteras hacia la música pop y hacia la música popular folclórica ("volkstümlich") alemana son difusas“.

## Distribución geográfica
Además de Alemania, el género es frecuente también en otras zonas de Europa, principalmente en el norte, en la región de Escandinavia,  países bálticos, etc. y con menos repercusión en Francia (salvo en Alsacia) y Países Bajos. Las canciones pueden ser baladas dulces, de melodía simple y pegadiza. Predomina en los temas el amor, los sentimientos y la melancolía. La variante norteña, sobre todo en Finlandia, acopla elementos del folk nórdico y eslavo.
El Schlager tomó fuerza en el Festival de Eurovisión desde su creación en 1956, aunque en numerosas ocasiones fue reemplazado por otro tipo de estilos más pop. Actualmente Suecia suele llevar ejemplos de música Schlager a Eurovisión aunque arreglada con sonidos dance que la alejan de su esencia, por lo que los puristas de este estilo de música no consideran Schlager a la nueva variante. El último Schlager que ganó en el festival de Eurovisión fue en 1999, de la mano de Charlotte Perrelli (actuó con el nombre Charlotte Nilsson) y su tema "Tusen Och En Natt" (interpretado en inglés con el título 'Take me to your heaven').
En la década de 1990 cogió de nuevo fuerza en Alemania con numerosas canciones que gozaron y gozan de mucho éxito, incluso en Hamburgo se celebra anualmente un festival Schlager en el que no falta la estética de los 70.
El Schlager contemporáneo es a menudo mezclado con Volksmusik.

## Variaciones por país

### Países Bajos y Flandes
Una versión holandesa del Schlager se llama "levenslied" (literalmente 'canción de la vida', "es decir" 'canción sobre la vida real'). Es un subgénero sentimental de la música pop en holandés. Las letras típicas de los "levenslied" tratan temas como el amor, la miseria y la nostalgia, además de añorar lugares de vacaciones soleados y exóticos. Un "levenslied" típico tiene ritmos y melodías pegadizas y sencillas (en común con muchas melodías pop y folclóricas) y está estructurado en coplas y estribillos. Los instrumentos tradicionales de la música "levenslied" son el acordeón y el organillo: por ejemplo, Nicole y Hugo.

### Finlandia
Las raíces del Schlager finlandés (en finés: iskelmä) se remontan al periodo de entreguerras y a cantantes populares como Georg Malmstén y Matti Jurva. Una canción especialmente notable fue "Emma" de la cantante de ópera Ture Ara en 1929. La tradición del schlager ocupa un lugar importante en la música popular finlandesa, y su lenguaje melódico también ha influido en el rock finlandés. El Schlager comparte su público con el tango finlandés; ambos son populares entre los finlandeses de edad avanzada y media. Una característica particular de la música Schlager finlandesa son los "Schlagers de traducción" (en finés: kännösiskelmä). Entre los compositores finlandeses de Schlager cabe destacar a Juha Vainio. Según las encuestas del público finlandés, "Hopeinen kuu", (originalmente "Guarda che luna" de Walter Malgoni y Bruno Pallesi), grabada en finés por Olavi Virta y "Satulinna" (compuesta por Jukka Kuoppamäki y cantada por Jari Sillanpää) son los Schlagers finlandeses más populares de todos los tiempos.

### Alemania y Austria

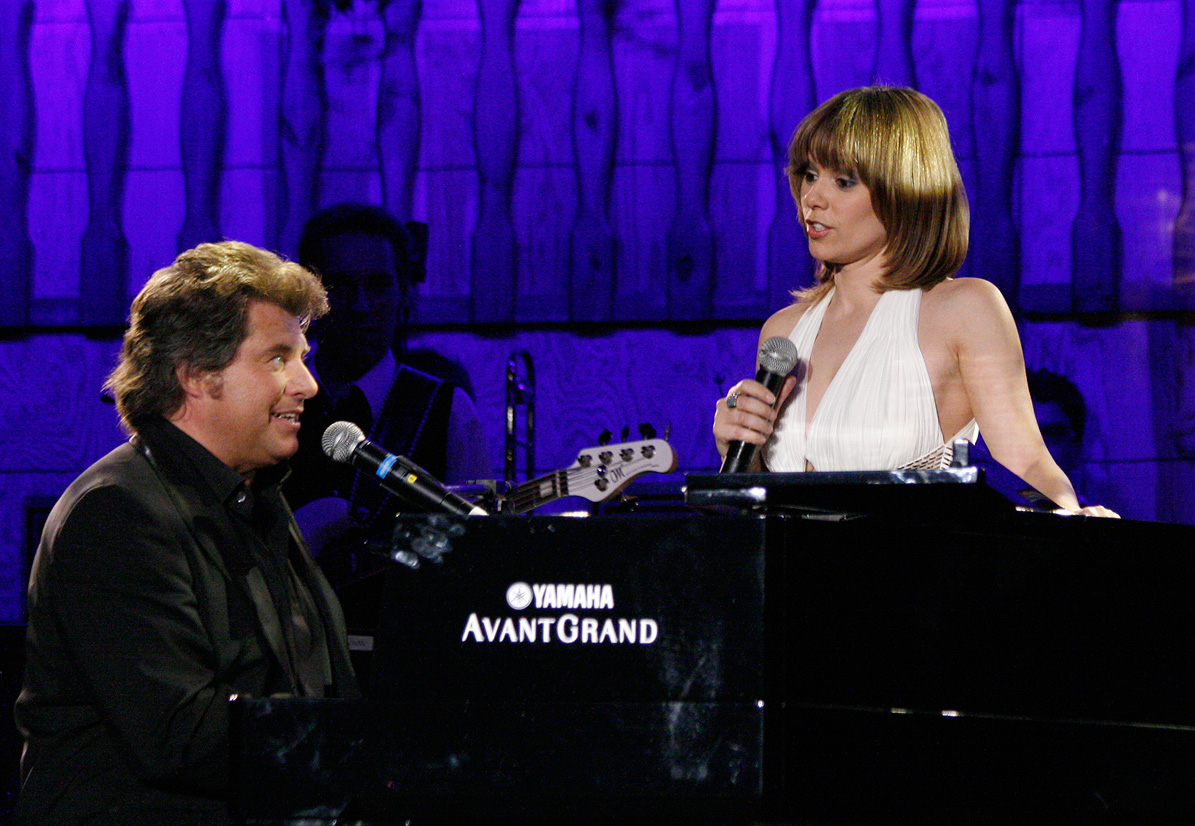
El cantante y presentador austriaco Andy Borg y la cantante suiza Francine Jordi

Las raíces del Schlager alemán son antiguas: El primer uso de la palabra Schlager fue en una crítica de la noche de estreno en el periódico "Wiener Fremden-Blatt" el 17 de febrero de 1867 sobre El Danubio Azul de Johann Strauss II. Un ancestro del Schlager puede ser la opereta, que fue muy popular a principios del siglo XX. En las décadas de 1920 y 1930, los Comedian Harmonists y Rudi Schuricke sentaron las bases de esta nueva música. Entre los cantantes de Schlager más conocidos de los años 50 y principios de los 60 se encuentran Lale Andersen, Freddy Quinn, Ivo Robić, Gerhard Wendland, Caterina Valente, Margot Eskens y Conny Froboess. El schlager alcanzó su máxima popularidad en Alemania y Austria en los años 60 (con Peter Alexander y Roy Black) y a principios de los 70.  Desde mediados de la década de 1990 hasta principios de la década de 2000, el Schlager también experimentó un amplio renacimiento en Alemania de la mano de, por ejemplo, Guildo Horn, Dieter Thomas Kuhn, Michelle y Petra Perle. Los clubes de baile tocaban una serie de títulos de Schlager en el transcurso de una noche, y se formaron numerosas bandas nuevas especializadas en versiones de Schlager de los años 70 y en material más nuevo.
En Hamburgo en la década de 2010, los aficionados del Schlager todavía se reunían anualmente por cientos de miles, vistiendo la ropa de los años 70 para los desfiles callejeros llamados "Schlager Move". La denominación Schlager Move también se utiliza para una serie de fiestas musicales Schlager más pequeñas en varias de las principales ciudades alemanas a lo largo del año. (Este revival se asocia a veces con kitsch y camp.

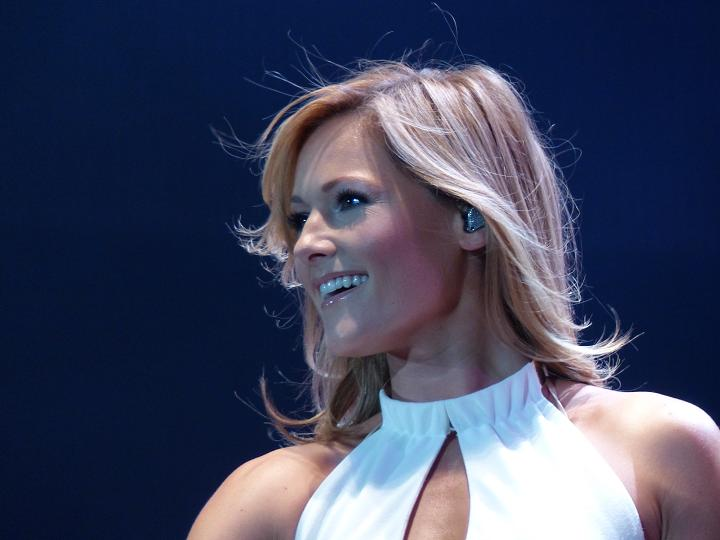
La artista alemana Helene Fischer

Los alemanes consideran el Schlager como su música country, y tanto el country americano como la música tex-mex son elementos importantes en la cultura del Schlager. ("Is This the Way to Amarillo]]" se interpreta regularmente en contextos de Schlager, normalmente en el original en inglés).
Entre los cantantes populares de Schlager se encuentran Michael Holm, Roland Kaiser, Hansi Hinterseer, Jürgen Drews, Andrea Berg, Heintje Simons, Helene Fischer, Nicole, Claudia Jung, Andrea Jürgens, Michelle, Kristina Bach, Marianne Rosenberg, Simone Stelzer, Daniela Alfinito, Semino Rossi, Vicky Leandros, Leonard, DJ Ötzi, Andreas Gabalier y, más recientemente, Beatrice Egli. Estilísticamente, el Schlager sigue influyendo en el "party pop" alemán: es decir, la música que más se escucha en los bares après-ski y en las discotecas de masas. El Schlager contemporáneo se mezcla a menudo con la Volkstümliche Musik. Si no forma parte de un irónico revival kitsch, el gusto por ambos estilos de música se asocia comúnmente a los pubs folclóricos, las ferias de atracciones y los locales de la liga de bolos.[cita requerida]
Entre 1975 y 1981 el Schlager de estilo alemán se orientó hacia la música disco, fusionándose en muchos aspectos con la música disco dominante de la época. Cantantes como Marianne Rosenberg grabaron tanto éxitos de Schlager como de música disco. La canción "Moskau" del grupo alemán Dschinghis Khan fue una de las primeras del Schlager moderno, basado en el baile, y muestra de nuevo cómo el Schlager de los años 70 y principios de los 80 se fusionó con la corriente principal de la música disco y el Euro-disco. Dschinghis Khan, aunque era principalmente una banda de música disco, también tocaba Schlager con influencia de la música disco.[cita requerida]

### Rumanía
En Rumanía, el Schlager se conoce como "Muzică Ușoară", que podría traducirse literalmente como "Música fácil" y, en el sentido más común, esta música es sinónimo de "Muzică de stradă" (del francés "estrade", que significa "podio"), que define una rama de la música Pop desarrollada en Rumanía después de la Segunda Guerra Mundial, que aparece generalmente en forma de canciones fáciles de bailar, realizadas sobre arreglos, que son interpretadas por orquestas. Esta música muestra muchas similitudes con la música popular occidental, ya que la mayoría de las canciones podrían definirse como una forma de Schlager. Soportó influencias de otros estilos melódicos similares, como la Musica leggera italiana (de Italia) y la canción melódica (de España). Este estilo musical rumano se popularizó en el extranjero a través del Festival del Ciervo de Oro, celebrado en Brașov, desde 1968. Los cantantes más representativos de esa época son los de los años 80, 70 y, raramente, los de los 60: Aurelian Andreescu, Elena Cârstea, Corina Chiriac, Mirabela Dauer, Stela Enache, Luigi Ionescu, Horia Moculescu, Margareta Pâslaru, Angela Similea, Dan Spătaru y Aura Urziceanu.

### Suecia
En Suecia, el Schlager ha tenido altibajos de popularidad al menos desde la década de 1930. Todavía ocupa un lugar importante en la cultura sueca. Aunque el Schlager original estaba muy influenciado por la opereta, el cabaret, la música de variedades y el jazz, esto empezó a cambiar en los años 60, cuando la música Schlager se orientó más hacia el pop. Desde principios de los años 90, las canciones Schlager incluyen elementos de rock y tecno. Por lo tanto, el Schlager sueco moderno se parece poco al de los años 40. A pesar de ello, muchas de las viejas melodías del Schlager siguen siendo populares; son interpretadas por muchos artistas y en el Allsång på Skansen.

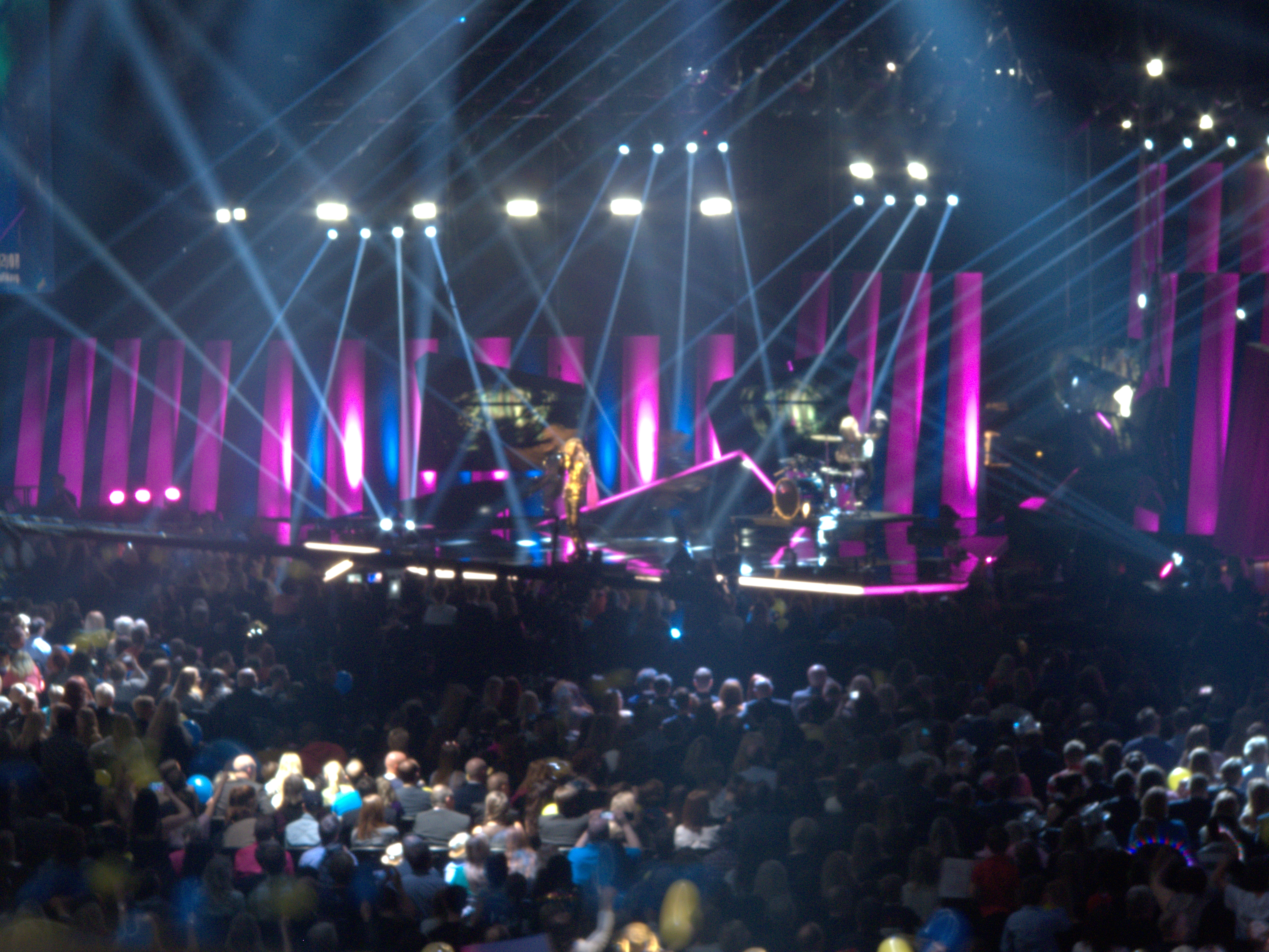
En el Melodifestivalen, a menudo se interpretan éxitos modernos de Schlager, lo que le ha dado un segundo nombre por parte de algunos: Schlagerfestivalen

El Melodifestivalen (que selecciona al competidor sueco en el Festival de la Canción de Eurovisión) se llama popularmente también "Schlagerfestivalen" ("el Festival Schlager"), ya que tradicionalmente se ha caracterizado por las canciones Schlager. El Festival de la Canción de Eurovisión también se ha llamado "Eurovisionsschlagerfestivalen" ("festival de Schlager de Eurovisión"). La cantidad de Schlager sueco ha disminuido en los últimos años, pero el Schlager sigue siendo el género con más posibilidades de ganar el concurso ("Evighet" (en español: "Invencible", en 2006 por Carola y "Hero" por Charlotte Perrelli en 2008, por ejemplo). El 'Melodifestivalen' es el programa de televisión más popular de Suecia. Se emite anualmente, y en 2006 se calcula que un 47% de la población sueca vio la final. En Suecia, el término "Schlager" se utiliza a menudo para referirse a las canciones que participan en Eurovisión.
Dos características del Schlager sueco son un pronunciado cambio de tono antes del estribillo final y su duración de tres minutos (la máxima duración de una canción permitida en el Festival de Eurovisión). Algunos suecos discuten el significado de "Schlager" con respecto a la música sueca; puede utilizarse indistintamente para describir la música popular, las canciones del Melodifestivalen, las canciones de Eurovisión, la música de dansband y cualquier canción con un estribillo pegadizo. Tanto Björn Ulvaeus como Benny Andersson, de ABBA, se vieron influenciados por el Schlager al principio de sus carreras.[cita requerida]

### Reino Unido

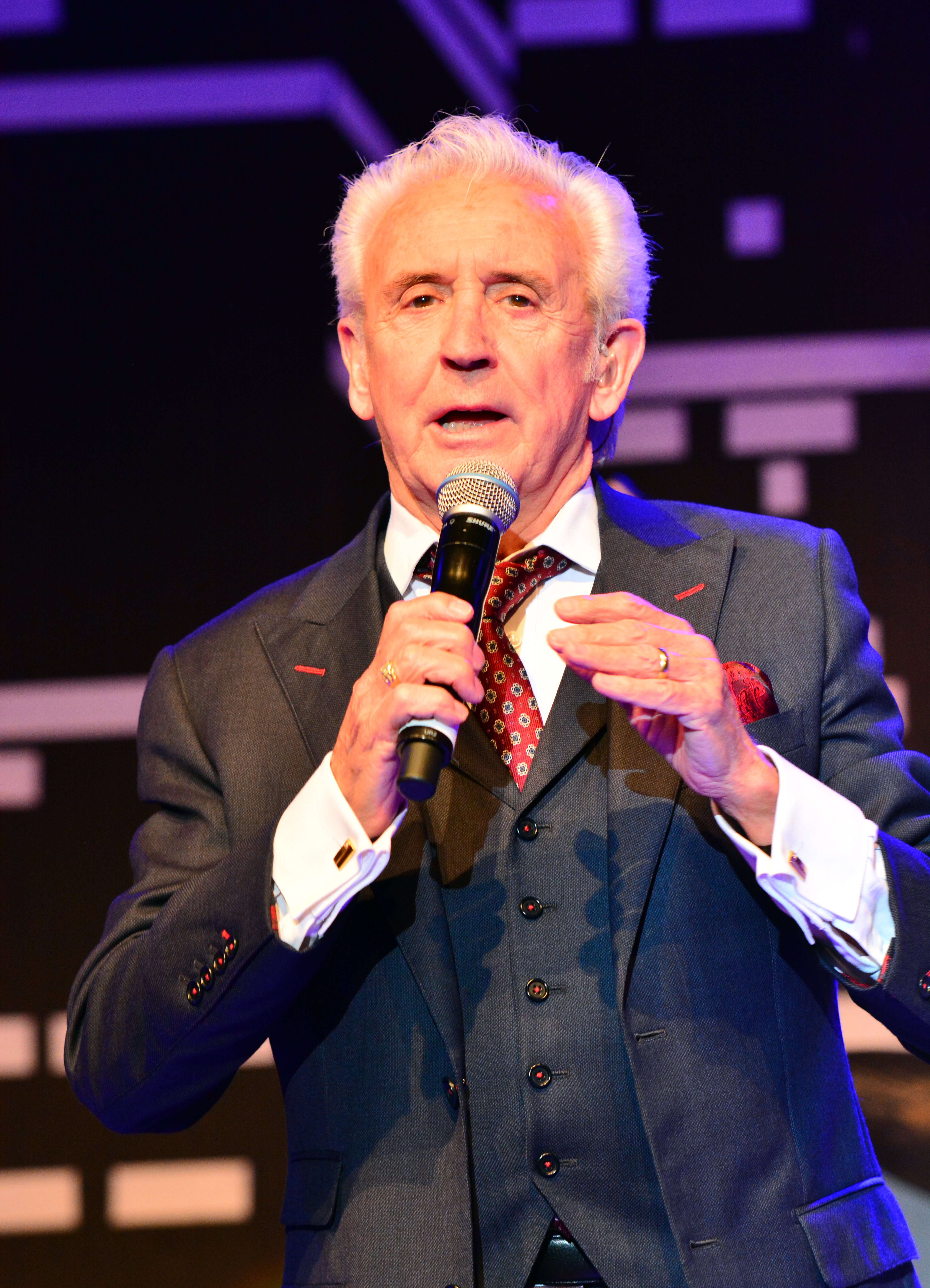
El cantante británico de Schlager Tony Christie.

En el Reino Unido, el Schlager se suele clasificar simplemente como pop. El estilo fue especialmente popular allí entre las décadas de 1950 y 1980, con cantantes como Tony Christie, que disfrutó del éxito entre el público del Schlager tanto en Alemania como en el Reino Unido; Engelbert Humperdinck, sobre todo con el éxito del Schlager "Release Me y Petula Clark, que consiguió su primer número 1 en la UK Singles Chart con "Sailor", la versión en inglés del Schlager de "Seemann (Deine Heimat ist das Meer)", interpretada originalmente por la cantante austriaca Lolita.
Artistas de otros países también han tenido éxitos Schlager en el Reino Unido.  Los cantantes estadounidenses Al Martino y Roy Orbison entraron en las listas británicas con los éxitos Schlager "Spanish Eyes" y "Only the Lonely" respectivamente. Dentro del léxico de la música popular estadounidense, la mayor parte de la música Schlager se sitúa vagamente entre la música country y la música pop tradicional; el sonido Nashville (que produjo "Only the Lonely" y las versiones originales de "Release Me", entre otras canciones que Humperdinck versionaría en esa época) produjo numerosas canciones que encajan en el sonido Schlager. "Halfway to Paradise" de Billy Fury alcanzó el número 3 en la lista de singles del Reino Unido. Desde los Países Bajos y el Reino Unido, la banda holandesa Pussycat alcanzó el número 1 con la canción "Mississippi". La cantante alemana Nicole alcanzó el número 1 en el Reino Unido con "Un poco de paz". Esa canción también hizo que Alemania ganara el Concurso de la Canción de Eurovisión en 1982. El propio Reino Unido ha presentado muchos artistas de Schlager en el Festival de la Canción de Eurovisión; por ejemplo, Brotherhood of Man ganó para el Reino Unido en el 1976 con "Save Your Kisses for Me".
El Schlager característicamente alemán (incluyendo la Volksmusik y su versión moderna Volkstümliche Musik), cantado en alemán, también ha atraído a una pequeña base de aficionados en el Reino Unido, incluyendo al comentarista de BBC Radio Manchester Ian Cheeseman. La cantante alemana de Schlager más vendida Helene Fischer lanzó el álbum "The English Ones" en 2010, con varias versiones en inglés de sus éxitos alemanes para sus aficionados anglófonos. Cantantes británicos de Schlager como Ross Antony, Tony Christie y Roger Whittaker han aparecido en programas como "Musikantenstadl" y "ZDF Fernsehgarten".

### Yugoslavia
La primera música Schlager en Yugoslavia comenzó a aparecer a finales de la década de 1940. El primer (y más influyente) festival de música Schlager fue el Festival de Música Popular de Zagreb (más tarde conocido como Zagrebfest), que comenzó en 1953 y todavía se celebra anualmente en Zagreb. Muchos Schlagers (en croata: šlager, uspješnica) interpretados en el Zagrebfest durante las últimas cinco décadas son parte integrante de la escena musical pop croata y yugoslava. Los primeros cantantes de Schlager fueron Ivo Robić y Rajka Vali, pero con el tiempo la escuela de Schlagers de Zagreb llegó a incluir a cantantes como Vice Vukov, Arsen Dedić, Hrvoje Hegedušić, Ivica Percl, Gabi Novak, Frano Lasić, Jasna Zlokić, Zdravko Čolić, y muchos otros. Entre los principales compositores de Schlagers figuran Fedor Kopsa, Krešimir Oblak, Ferdo Pomykalo, Miljenko Prohaska, Nikica Kalogjera, Bojan Hohnjec, Vanja Lisak, Zvonko Špišić, Ivica Stamać y Hrvoje Hegedušić.
Algunos artistas del Zagrebfest (como Ivo Robić y Tereza Kesovija) pasarían a tener carreras exitosas en Alemania y Francia. Otros pioneros son Darko Kraljić (de Zagreb), que trabajó en Belgrado. Es más conocido por su éxito "Čamac na Tisi" (cantado por Lola Novaković y popular en la Hungría revolucionaria) y su música para la película "Ljubav i moda" ("Devojko mala" y "Pod sjajem zvezda", interpretada por el kvartet Vokalni Predraga Ivanovića).

## Ejemplos de artistas schlager
| - Wencke Myhre - Siw Malmkvist - Gitte Hæning - Elisabeth Andreassen - Esther Ofarim - Helen Sjöholm | - Helene Fischer - Kikki Danielsson - Lotta Engberg - Lys Assia - Michael Holm - Roger Whittaker | - Roland Kaiser - Roy Black - Thomas Anders - Udo Jürgens - Anastasia Prijodko - Carola Häggkvist - Manuela |